# Cabussó argentat septentrional
El cabussó argentat septentrional (Podiceps juninensis) és una espècie d'ocell de la família dels Podicipèdids (Podicipedidae) que habita en estanys i llacs des de Colòmbia fins al nord-oest de l'Argentina i el nord de Xile. Tradicionalment considerat una subespècie de Podiceps occipitalis.